# Leopold Alberti
Leopold David Scharlau Alberti (* 30. November 1816 in Rendsburg; † 4. April 1892 in Sülfeld) war ein deutscher Redakteur, Schriftsteller und Prediger.

## Leben und Wirken
Leopold Alberti war ein Sohn des Polizeibeamten Eduard Alberti (1783–1859) und dessen Ehefrau Maria, geborene Haucke. Sein Bruder war der Philologe und Schriftsteller Eduard Alberti. Er besuchte eine Schule in Friedrichstadt und zog anschließend nach Hamburg. Bereits aus der Zeit in Friedrichstadt kannte er Friedrich Hebbel, mit dem er sich in Hamburg schnell anfreundete.
Alberti versuchte, Amalie Schoppe ein schlechtes Bild Friedrich Hebbels zu vermitteln. Dies führte nach kurzer Zeit zum Ende der Freundschaft. Alberti ging erneut nach Friedrichstadt und arbeitete als Bevollmächtigter des städtischen Sekretariats. 1846 emigrierte er in die Vereinigten Staaten, wo er anfangs als Redakteur in New York lebte und arbeitete, unter anderem für die Zeitung Republik der Arbeiter.
Nach freundschaftlichem Rat studierte Alberti ab 1854 Evangelische Theologie und legte in Columbus das Predigerexamen ab. Danach wirkte er als Prediger in Portsmouth (Ohio), gefolgt von Stellen in mehreren Gemeinden in Illinois. Ab 1864 war er Leiter des von ihm mit begründeten Predigerseminars in Waukegan. Von 1864 bis 1866 amtierte er als Präses der Evangelischen Synode des Nordwestens und kehrte anschließend nach Long Grove zurück, wo er bereits Jahre zuvor als Prediger tätig gewesen war. Seit 1868 war er Ältester des nördlichen Synodal-Distrikts.
1871 verließ Alberti Amerika und lebte anfangs in Oldesloe, danach bis an sein Lebensende in Sülfeld.

## Werke
Die von Alberti geschriebenen Gedichte wurden selten rezipiert. Sie erschienen 1898, herausgegeben von Eduard Alberti, gemeinsam mit dessen eigenen Gedichten als Gedichte zweier Brüder. Nach der Einschätzung Adolf Bartels’ würden sie „zum Teil an die Jugendgedichte Hebbels anklingen“.